# L'Échiquier, grand
L'Échiquier, grand est une œuvre de la sculptrice française Germaine Richier située à Paris, en France. Créée en 1959 et installée en 2000 dans les jardins des Tuileries, il s'agit d'un ensemble de cinq sculptures en bronze.

## Description
L'œuvre prend la forme d'un ensemble de cinq sculptures de bronze représentant des pièces d'échecs : le roi, la reine, la tour, le fou et le cavalier.
L'installation mesure 3,19 m de long sur 0,85 m de large, pour 0,61 m de haut.

## Localisation
L'œuvre est installée au centre d'un parterre des jardins des Tuileries.

## Historique
L'Échiquier, grand est la dernière œuvre de Germaine Richier et date de 1959
L'œuvre est installée dans les jardins des Tuileries en 2000, en même temps qu'une douzaine d'autres œuvres d'art contemporain ; elle remplace une œuvre de Jean-Marie Boucher, Devant la Mer.

## Artiste
Germaine Richier (1902-1959) est une sculptrice française.